# 異底鱂
異底鱂，為輻鰭魚綱鯉齒目鯉齒亞目底鱂科的其中一種，為溫帶魚類，分布於北美洲美國五大湖至阿拉巴馬州南部、德州中部淡水流域，體長可達6公分，棲息在植被生長的溪流、池塘，以昆蟲、甲殼類及藻類為食，生活習性不明，可做為觀賞魚。

## 擴展閱讀
維基物種上的相關：異底鱂